# Corculum
Corculum is een geslacht van kleine tweekleppigen uit de familie van de Cardiidae. De schelpen uit dit geslacht zijn hartvormig.
De naam van het geslacht werd voor het eerst geldig gepubliceerd in 1798 door Peter Friedrich Röding, die de nagelaten schelpenverzameling van de overleden Joachim Friedrich Bolten catalogeerde en van Latijnse benamingen volgens het systeem van Linnaeus voorzag.

## Soorten
- Corculum aequale (Deshayes, 1855)
- Corculum aselae Bartsch, 1947
- Corculum cardissa (Linnaeus, 1758)
- Corculum impressum (Lightfoot, 1786)
- Corculum lorenzi M. Huber, 2013
- Corculum monstrosum (Gmelin, 1791)
- Corculum roseum (Gmelin, 1791)